# Ndungu
O Ndungu é um instrumento musical membranofone de forma alongada, oriundo de Angola.

## Descrição
o Ndungu Apresentando diversas configurações, sendo geralmente um tambor pequeno e alongado com um tom policromático muito elevado é fabricado a partir do tronco escavado de uma árvore e tem aproximadamente 100 cm de altura. As aberturas são cobertas com uma só pele, geralmente de antílope. Devido ao seu peso têm que estar pousado no chão.

## Enquadramento cultural
o Ndungu é originário da região de Cabinda apresenta bastantes características da cultura Kongo e simboliza o poder, pelo que confere e actualiza o poder político do Soba.
É o elemento basilar e impulsionador do ritmo, a sua função e uso está directamente relacionada com a vida quotidiana da comunidade, sendo no entanto, também utilizado nas mais variadas cerimonias, rituais, religiosas, sociais ou lúdicas. Nos julgamentos o Ndungu serve para comunicar com a assistência e a um determinado toque impõem o silêncio e a ordem.